# Stanislava Nopová
Stanislava Nopová (* 26. května 1953 Gottwaldov) je česká spisovatelka, básnířka, publicistka a vydavatelka.

## Životopis
Narozena 26. května 1953 v Gottwaldově. Po maturitách na Střední všeobecně vzdělávací škole v Gottwaldově a na Střední zdravotnické škole v Brně pracovala jako rehabilitační specialistka v Prostějově, Luhačovicích a Hradci Králové.
Po dlouhodobé nemoci opustila na jaře roku 1989 zdravotnictví. Začala pracovat jako květinářka, později jako finanční poradce a manažerka v pojišťovně. Současně studovala literaturu a tvůrčí psaní. Několik let ve volném čase psala verše, pohádky a povídkové knihy. V roce 1999 odjela na studijní pobyt do Austrálie, kde zůstala do roku 2001. Po návratu do Česka publikovala v novinách a časopisech. V roce 2006 vydává Vánoční noviny, začátkem roku 2007 zakládá noviny Praha Press, měsíčník pro byznys a život na úrovni, existující doposud. Knižně publikuje od roku 2002. Zpracovala cestopis a průvodce v jednom o pátém kontinentu s výstižným názvem To nejlepší z Austrálie s podtitulem „Zajímavosti, studium, práce, imigrace“ (2002). Pro děti vydala knihu: Za útesem leží svět (2009). Jako básnířka se představila knihou poezie Dárek (2009). Těžiště autorčiny tvorby je v próze pro dospělé: Daiquirita (2009), X Terra Incognita (2009), Pro práci zabíjet (2009), Riskantní prázdniny (2009).[zdroj?]

## Literární dílo
- Daiquirita (2009), současný společenský román, román pro ženy. Zralá žena řeší krizi svého manželství a navíc přichází o dobře placenou práci. Obrátí svůj život naruby, aby přežila a žila lépe. Děj se odehrává na třech kontinentech (Praha, Chicago, Sydney).
- Pro práci zabíjet (2009) dystopie, dystopický román, Ve volbách zvítězí „Silná sedma“ charismatických politiků. Přináší naději, že vyřeší problémy s kriminalitou a nezaměstnaností. Nastává pravý opak. Politická zvůle i sociální krize narůstají do obludných rozměrů. Z hlavního hrdiny truhláře Johana se stává osamělý a zoufalý gladiátor. Pro přežití udělá cokoliv.
- X Terra Incognita (2009), thriller, detektivní příběh s prvky sci-fi. Australská poušť Sandy Desert o rozloze větší než Evropa je zdánlivě pustá a mrtvá. Vraždy cizinců přivedou vyšetřovatele ke zjištění, že australský kontinent ohrožuje neznámé monstrum.
- Riskantní prázdniny (2009), thriller. Brněnská studentka Anastasia netuší, že zážitky na její výpravě do Ameriky předčí barvitou fantazii rodičů, kteří ji od dlouhé cesty zrazovali. Čeká ji boj o život a téměř marná snaha vrátit se domů.
- Dárek (2009), poezie pro mládež a dospělé. Veršované příběhy jsou odrazem našich dnů.
- Za útesem leží svět (2009) (TORIDI), dobrodružná kniha pro děti. Osmiletá Češka Diana, japonská holčička Rieko a australský kluk Thomas prožívají většinu svých dobrodružství na pobřeží australského Sydney. Kniha je o krásném přátelství, které nezná hranice ani jazykovou bariéru.
- To nejlepší z Austrálie s podtitulem: Zajímavosti, studium, práce, imigrace (2002). Cestopis a průvodce v jednom. Stanislava Nopová představila australský kontinent z pohledu osobních zážitků, dojmů a vtipných postřehů, knihu doplnila o faktické informace.